# Paulo Nagamura
Paulo Nagamura est un footballeur brésilien d’origine japonaise, né le 2 mars 1983 à São Paulo. Il joue au poste de milieu de terrain et s'est reconverti comme entraîneur.

## Biographie

### Carrière de joueur
Né à São Paulo, Paulo Nagamura est formé dans le club de sa ville natale, le São Paulo FC. En 2001, il est transféré à Arsenal où il joue avec les équipes de jeunes et ne participe qu'à une rencontre amicale avec l'équipe première.
En 2005, il signe finalement son premier contrat professionnel et rejoint le Galaxy de Los Angeles en Major League Soccer.
Le 29 novembre 2011, il est transféré au Sporting de Kansas City en échange d'un choix de repêchage lors de la MLS Supplemental Draft 2012.

### Carrière d'entraîneur
Après sa carrière de joueur conclue au Sporting de Kansas City, Paulo Nagamura est nommé entraîneur de l'équipe réserve le 4 décembre 2017. Il reste en poste pendant quatre saisons avant de quitter le club le 18 novembre 2021. Il retrouve finalement la Major League Soccer lorsqu'il est embauché pour devenir l'entraîneur du Dynamo de Houston le 3 janvier 2022. Sa première saison en poste à Houston est difficile et alors que son équipe occupe le dernier rang de la conférence Ouest, il est démis de ses fonctions le 5 septembre 2022.

## Palmarès
| Galaxy de Los Angeles (2)                                                                           | Sporting de Kansas City (3)                                                              |
| --------------------------------------------------------------------------------------------------- | ---------------------------------------------------------------------------------------- |
| - Coupe MLS : - Vainqueur : 2005 - Lamar Hunt U.S. Open Cup : - Vainqueur : 2005 - Finaliste : 2006 | - Coupe MLS : - Vainqueur : 2013 - Lamar Hunt U.S. Open Cup : - Vainqueur : 2012 et 2015 |

## Statistiques
| Saison                | Club                    | Championnat           | Championnat | Championnat | Coupe(s) nationale(s) | Coupe(s) nationale(s) | Compétition(s) continentale(s) | Compétition(s) continentale(s) | Compétition(s) continentale(s) | Séries | Séries | Total | Total |
| Saison                | Club                    | Division              | M.          | B.          | M.                    | B.                    | Comp.                          | M.                             | B.                             | M.     | B.     | M.    | B.    |
| 2005                  | Galaxy de Los Angeles   | MLS                   | 25          | 0           | 3                     | 0                     | -                              | -                              | -                              | 4      | 0      | 32    | 0     |
| 2006                  | Galaxy de Los Angeles   | MLS                   | 29          | 0           | 3                     | 0                     | CCC                            | 0                              | 0                              | -      | -      | 32    | 0     |
| Sous-total            | Sous-total              | Sous-total            | 54          | 0           | 6                     | 0                     | -                              | 0                              | 0                              | 4      | 0      | 64    | 0     |
| 2007                  | Toronto FC              | MLS                   | 4           | 0           | -                     | -                     | -                              | -                              | -                              | -      | -      | 4     | 0     |
| 2007                  | Chivas USA              | MLS                   | 22          | 2           | 0                     | 0                     | -                              | -                              | -                              | 2      | 0      | 24    | 2     |
| 2008                  | Chivas USA              | MLS                   | 24          | 2           | 1                     | 0                     | SL+LCC                         | 2+2                            | 0                              | 2      | 0      | 31    | 2     |
| 2009                  | Chivas USA              | MLS                   | 27          | 4           | 1                     | 0                     | SL                             | 3                              | 0                              | 2      | 0      | 33    | 4     |
| Sous-total            | Sous-total              | Sous-total            | 73          | 8           | 2                     | 0                     | -                              | 7                              | 0                              | 6      | 0      | 88    | 8     |
| 2009-2010             | Tigres UANL             | Liga MX               | 14          | 0           | 0                     | 0                     | -                              | -                              | -                              | -      | -      | 14    | 0     |
| 2010                  | Chivas USA              | MLS                   | 15          | 1           | 1                     | 0                     | SL                             | 1                              | 0                              | -      | -      | 17    | 1     |
| 2011                  | Chivas USA              | MLS                   | 11          | 0           | 0                     | 0                     | -                              | -                              | -                              | -      | -      | 11    | 0     |
| Sous-total            | Sous-total              | Sous-total            | 26          | 1           | 1                     | 0                     | -                              | 1                              | 0                              | 0      | 0      | 28    | 1     |
| 2012                  | Sporting de Kansas City | MLS                   | 27          | 1           | 3                     | 1                     | -                              | -                              | -                              | -      | -      | 30    | 2     |
| 2013                  | Sporting de Kansas City | MLS                   | 17          | 0           | 1                     | 0                     | LCC                            | 1                              | 0                              | 4      | 0      | 23    | 0     |
| 2014                  | Sporting de Kansas City | MLS                   | 21          | 2           | 1                     | 0                     | LCC+LCC                        | 2+2                            | 0                              | 1      | 0      | 27    | 2     |
| 2015                  | Sporting de Kansas City | MLS                   | 21          | 3           | 3                     | 0                     | -                              | -                              | -                              | 1      | 0      | 25    | 3     |
| 2016                  | Sporting de Kansas City | MLS                   | 9           | 0           | 0                     | 0                     | LCC                            | 3                              | 0                              | 1      | 0      | 13    | 0     |
| Sous-total            | Sous-total              | Sous-total            | 95          | 6           | 8                     | 1                     | -                              | 8                              | 0                              | 7      | 0      | 118   | 7     |
| Total sur la carrière | Total sur la carrière   | Total sur la carrière | 266         | 15          | 17                    | 1                     | -                              | 16                             | 0                              | 17     | 0      | 316   | 16    |